# Felipe Reyes
Felipe Reyes Cabanas (Córdova, 16 de março de 1980) é um basquetebolista profissional espanhol atualmente aposentado. O atleta jogou dezessete temporadas pelo Real Madrid onde conquistou duas Euroligas (2014-15 e 2017-18) e entre 2001 e 2016 representou a Seleção Espanhola conquistando além de duas medalhas de prata em olimpíadas (2008 e 2012), participou da campanha que resultou no primeiro título mundial da Espanha em 2006 ao lado de Pau Gasol, Juan Carlos Navarro e José Calderón.